# František Uprka
František Uprka, zásadně nazývaný hypokoristickou formou svého jména Franta Uprka (26. února 1868 Kněždub – 8. září 1929 Tuchoměřice), byl moravský sochař.

## Život a dílo

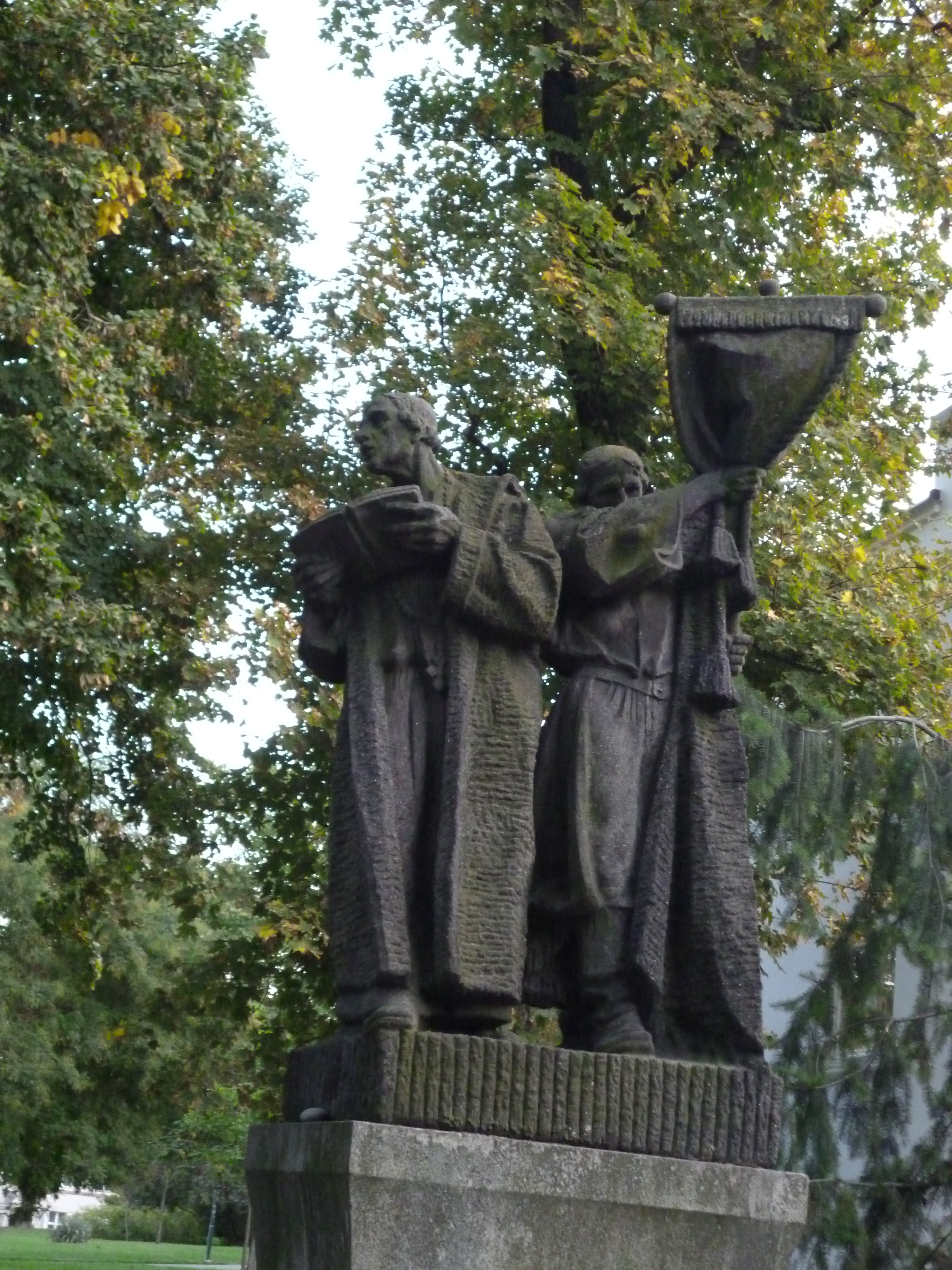
Sousoší Poutníci – Brno-Koliště, František Uprka (1915)

Franta Uprka se narodil 26. února 1868 v obci Kněždub na Moravském Slovácku. Františkův otec Ján Uprka vlastnil selskou usedlost, na které hospodařil. Uprkova matka Eva rozená Machálková pocházela z obce Lipov. Ján Uprka se krom hospodaření věnoval také lidové umělecké tvorbě, konkrétně malbě náboženských i folklorních motivů aplikovaných v interiérech obydlí, na předmětech denní potřeby i na svatých obrázcích. Franta Uprka měl tři sourozence. Jožu (1861), který byl významným malířem, Martina (1863), který hospodařil na rodovém majetku, a sestru Alžbětu (1865). Ján Uprka mohl výtvarně na své dva syny působit velmi krátce, jelikož zemřel předčasně v roce 1874. Frantova matka nebyla nakloněna uměleckému směřování svého syna Franty, naopak se snažila, aby si zajistil praktické vzdělání pro budoucí učitelskou nebo duchovní dráhu.
Mladý Franta navštěvoval dva roky německé piaristické gymnázium ve Strážnici. Pro neuspokojivý prospěch gymnázium opustil a krátce vypomáhal ovdovělé matce s hospodářstvím. Další studia se již ubírala uměleckým směrem. V letech 1883–1884 studoval na řezbářské škole ve Valašském Meziříčí. Školu však nedokončil a v roce 1885 odešel do Prahy, kde se zajímal o studium modelování na Akademii u prof. Maudra. Vzhledem k nedokončenému středoškolskému vzdělání nemohl být přijat. Uprka proto nastoupil jako pomocník v řezbářské a sochařské firmě Jana Krejčíka. Následně se učil kamenickému řemeslu u sochaře Jindřicha V. Čapka a pracoval v ateliérech sochařů Antonína Pavla Wagnera a Bohuslava Schnircha.
V roce 1887 zemřela Frantova matka Eva Uprková. V letech 1890–1892 si odbyl Uprka vojenskou službu v Kroměříži. Po absolvování vojny se vrátil zpět do Prahy a následně podnikl studijní cestu po českých a německých městech. Navštívil během ní odbornou školu sochařskou a kamenickou v Hořicích, kde se zdržel déle a vytesal například sousoší Matka s dítětem před budovu mateřské školy v Jablonského ulici  pobýval krátce ve Frankfurtu nad Mohanem a Erfurtu. Po cestách zakotvil zpět v Praze, kde pozvolna přešel od kamenického řemesla k uměleckému sochařství. V roce 1896 se v Praze definitivně usadil. Oženil se zde s Otilií Chramostovou, dcerou Josefa Karla Chramosty herce Stavovského a později Národního divadla. Franta Uprka byl členem SVU Mánes a od roku 1909 též zakládajícím členem Sdružení výtvarných umělců moravských. Mezi léty 1903 a 1908 byly jeho sochy k vidění na členských výstavách v Praze i mimo ní.
Roku 1906 vystavoval své dílo na Mezinárodní výstavě v Miláně. Rok 1910 se nesl v duchu italských výstav. Vystavoval v Benátkách, opět v Miláne, Turíně a Římě. Další zahraniční vystoupení proběhlo od 15. března do 22. dubna 1911 v Londýně v Doré Gallery, kde se konala Výstava slovanského umění. Roku 1918 otevíral Franta Uprka obnovení provozu galerie Topičova salonu po nucené sedmileté pauze, a to společnou výstavou s Aloisem Kalvodou. V poválečných letech provedl dva náhrobky na Národním hřbitově v Martině. Náhrobky byly odhaleny v roce 1923 za přítomnosti prezidenta T. G. Masaryka. Roku 1920 zastupoval na pařížském Salonu české sochařství svou známou sochou Poutníků. Před koncem svého života, od roku 1927, často pobýval na Slovensku, kam jej přivedly mj. pracovní záležitosti. Dokončoval zde sochařskou výzdobu fasád veřejných budov v Bratislavě, konkrétně Zemské banky a Zemědělského muzea. V roce 1929 navrhl pomník Františka Bohumíra Zvěřiny u Památníku Františka Bohumíra Zvěřiny v Hrotovicích. Jeho posledním dílem, odhaleným až posmrtně, je Pomník padlých hrdinů v Uherském Ostrohu.
V roce 1928 prodělal Franta Uprka zánět slepého střeva a byl operován ve Vinohradské nemocnici. Po operaci se jeho zdravotní stav postupně zhoršoval. Po dalším pobytu v nemocnici odjel s manželkou načerpat nové síly do Tuchoměřic u Prahy. Zde 8. září 1929 stižen infarktem zemřel.
Svým dílem náleží Franta Uprka k národopisně a folkloristicky orientovanému proudu české secese reprezentovanému mj. také Jožou Uprkou, Stanislavem Suchardou, Dušanem Jurkovičem, Janem Koulou či Augustinem Němejcem. Rozpětí jeho tvorby je široké: od portrétních i ryze uměleckých bust a reliéfů přes sochařskou výzdobu architektury, volnou sochu a sochařská i architektonická řešení náhrobků až po realizaci drobných modelů porcelánových sošek určených k masovému prodeji. Tematicky je dílo Franty Uprky svázáno s jeho rodným Slováckem, tamější lidovou kulturou i životním stylem. Stěžejní část Uprkova dochovaného uměleckého odkazu spravuje Galerie výtvarného umění v Hodoníně.

### Výstavy
- 2008/2009 Franta Uprka: Sochařský obraz domova, Galerie výtvarného umění v Hodoníně, Galerie výtvarného umění v Chebu, České muzeum výtvarných umění Praha, Ústav lidové kultury Strážnice

## Galerie

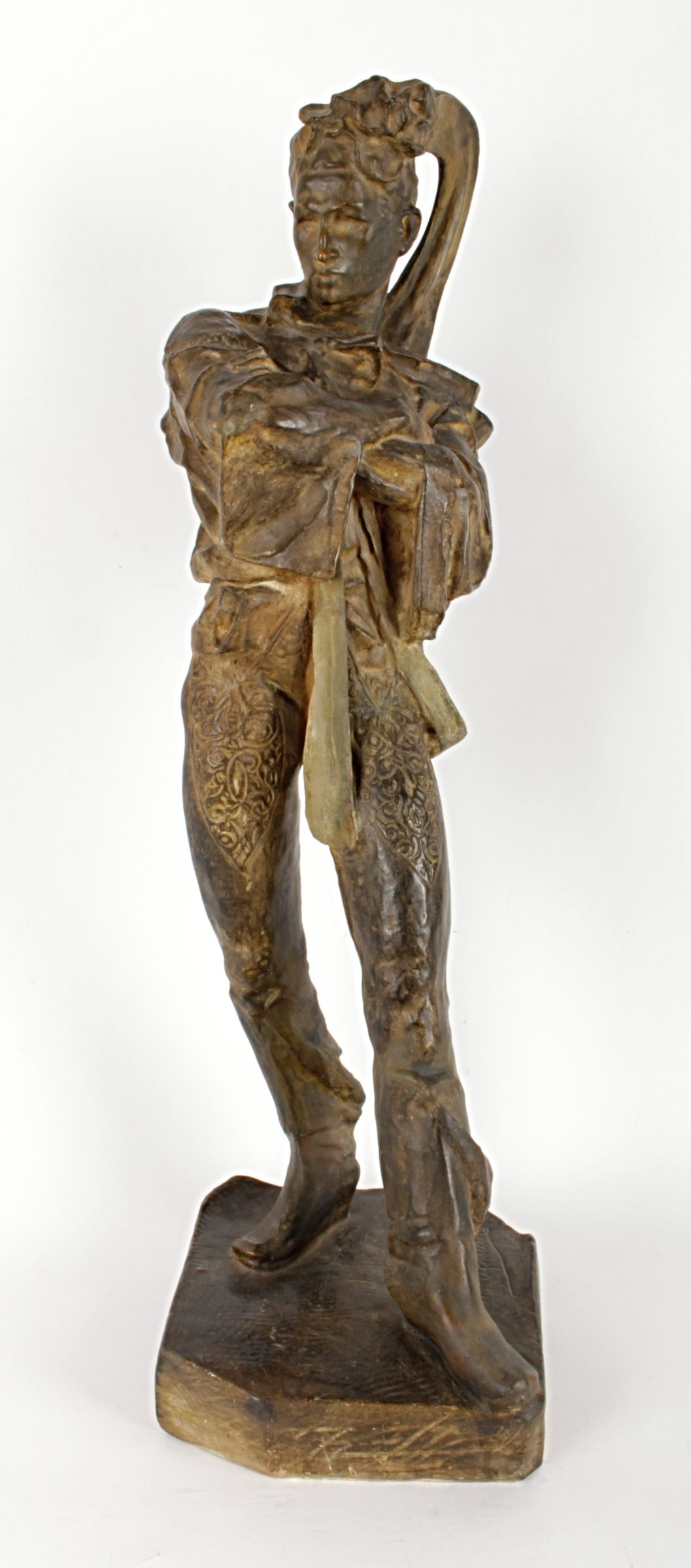
Mladý muž ve slováckém kroji
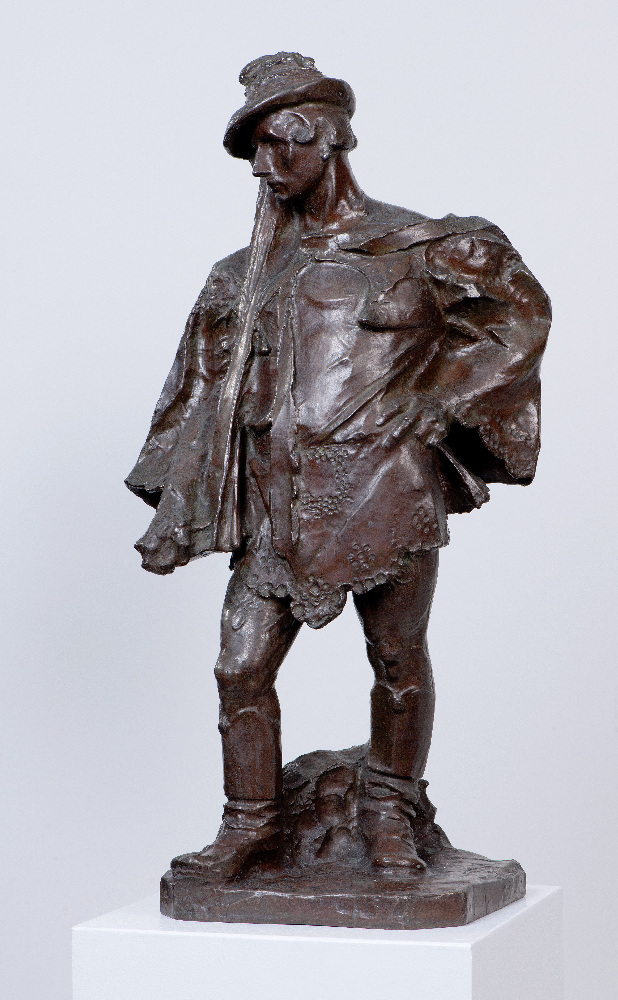
Šohaj z Lanžhotu
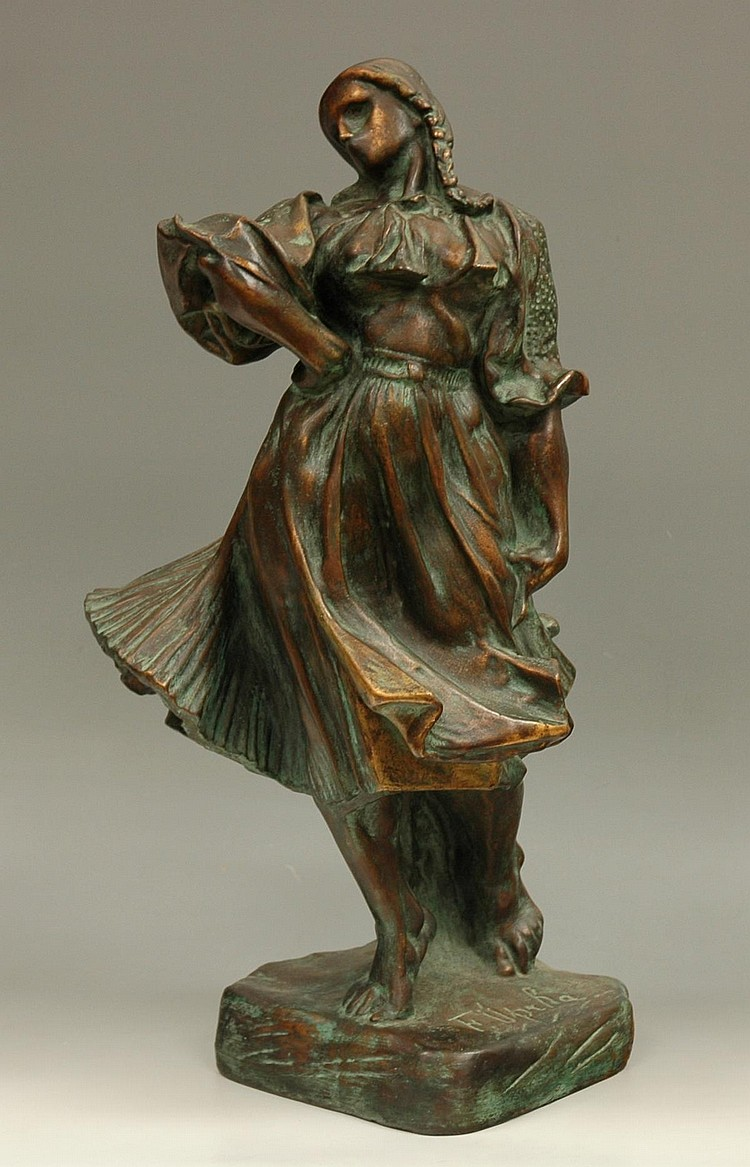
Tančící dívka v kroji
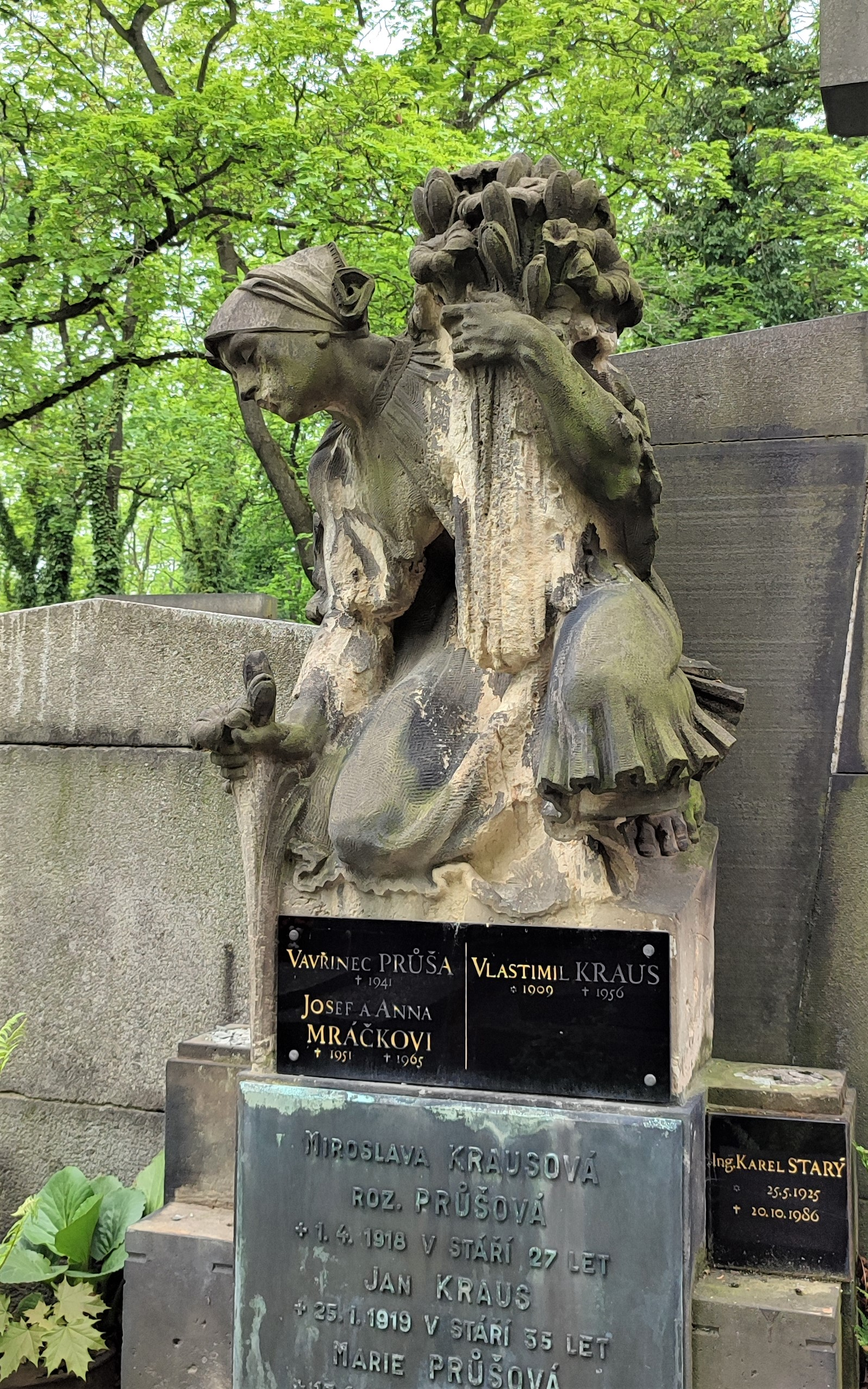
Dívka s květy, hřbitov Malvazinky
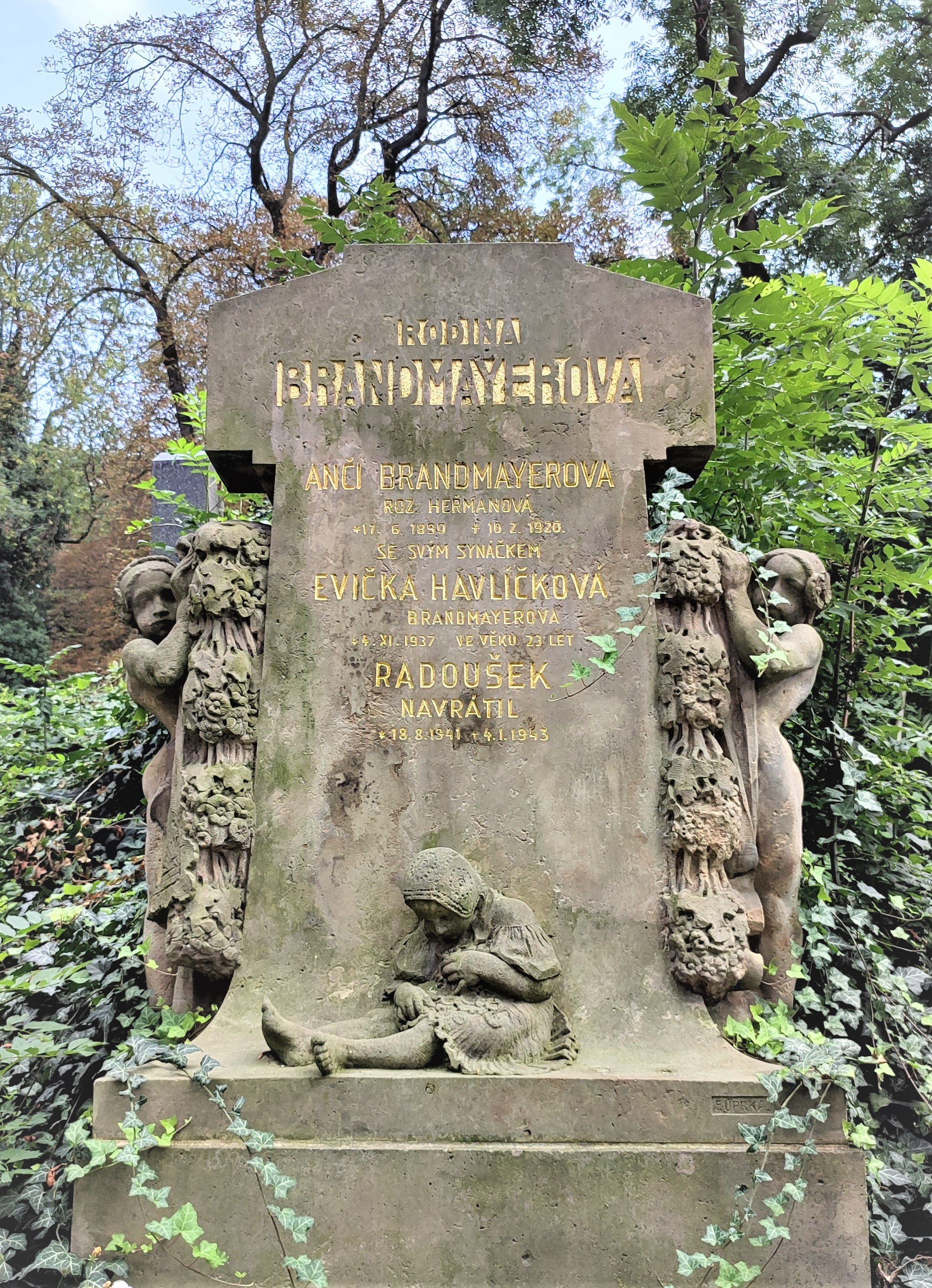
Hrobka Anny Brandmayerové
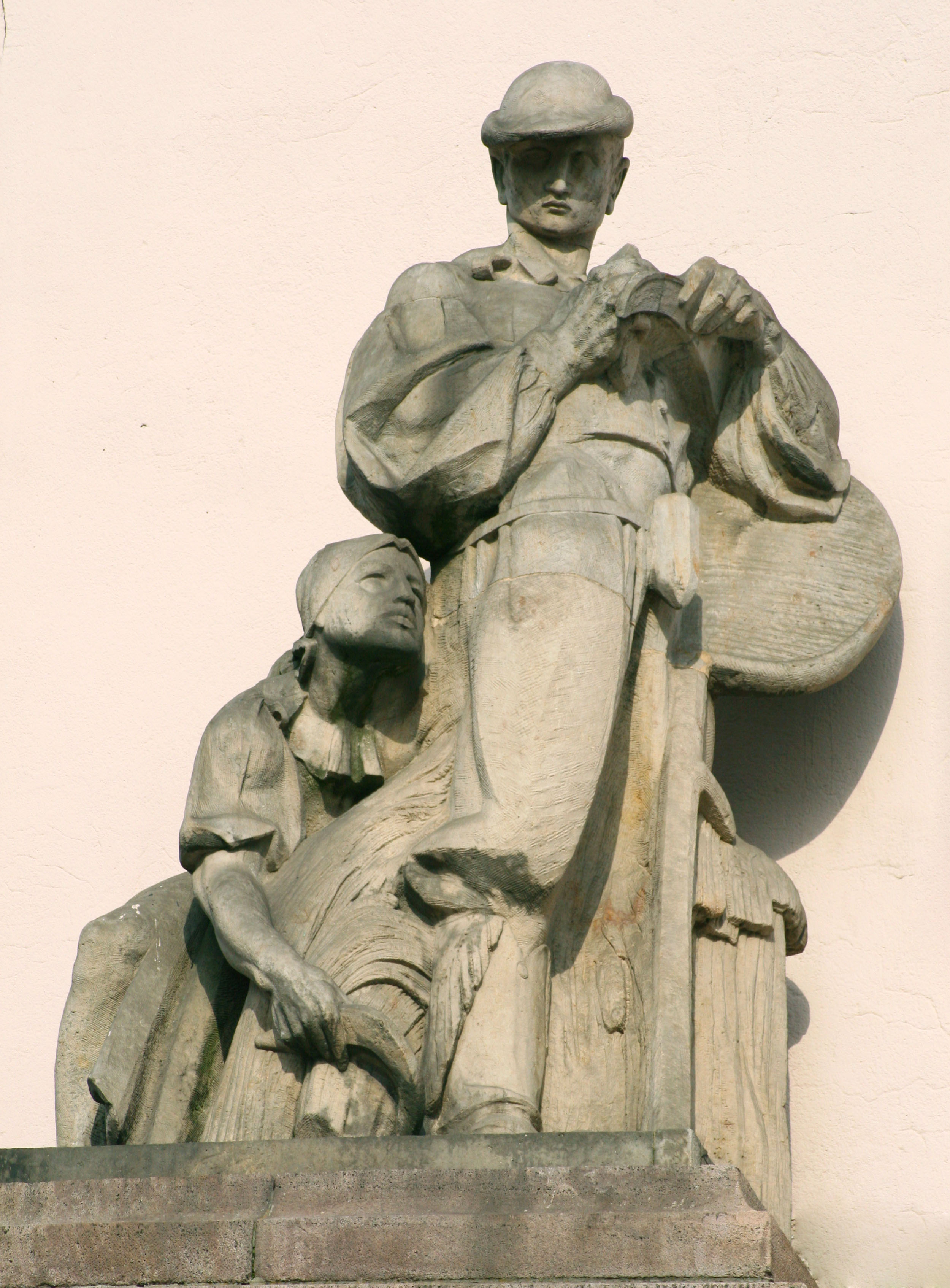
Plastika z budovy Slovenského národního muzea v Bratislavě
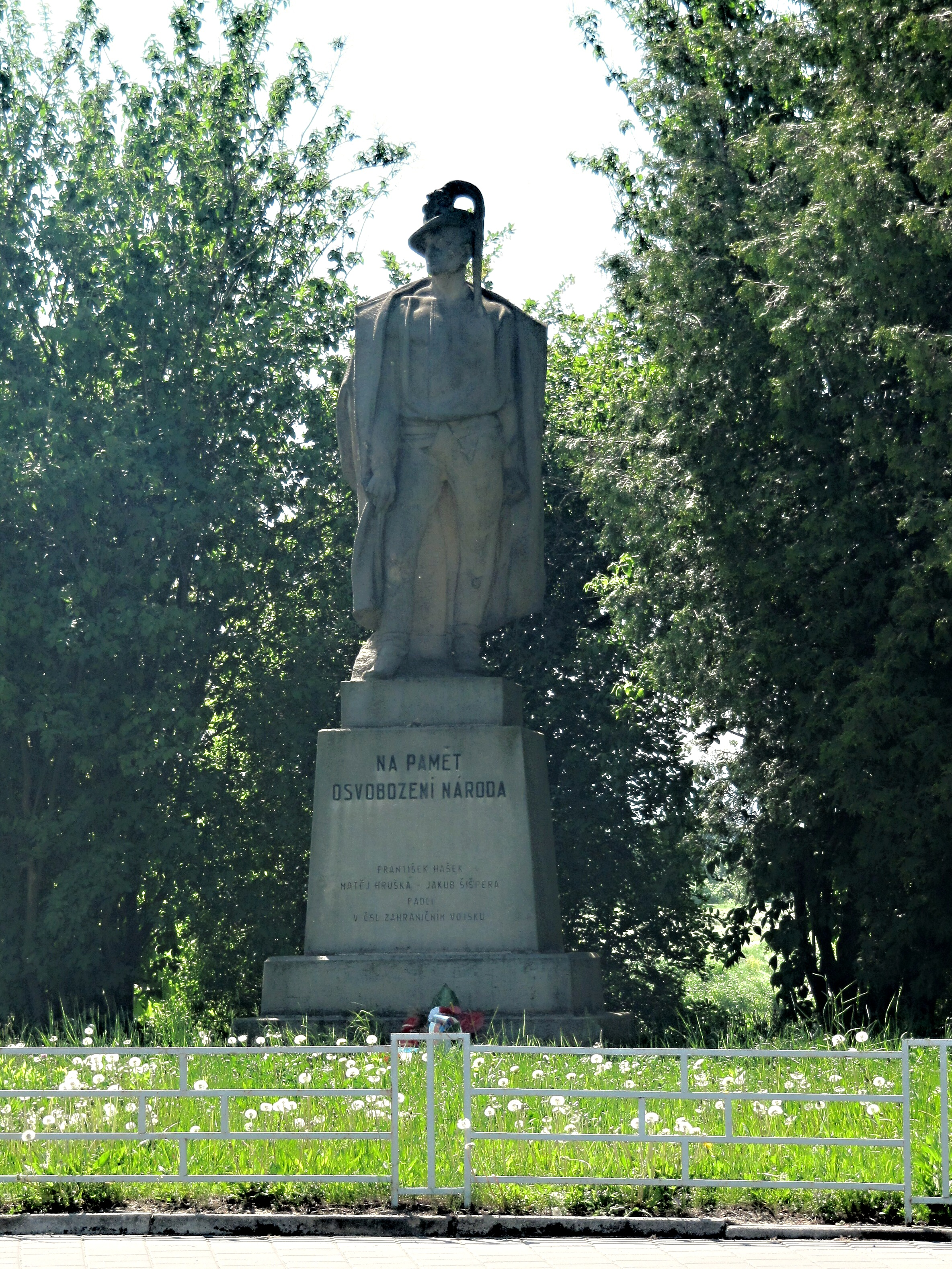
Pomník padlým v Uherském Ostrohu
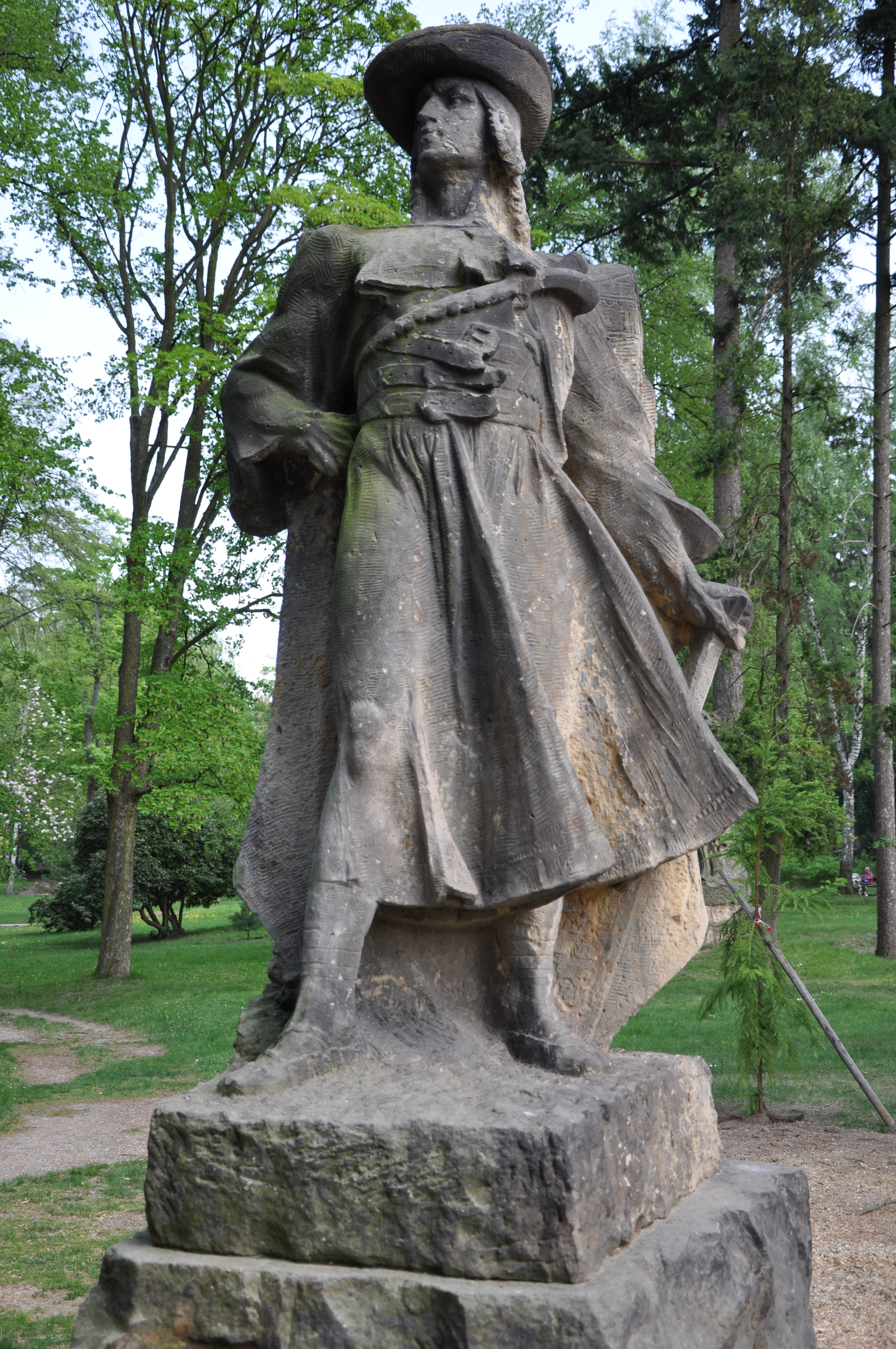
Juraj Jánošík, Smetanovy sady v Hořicích
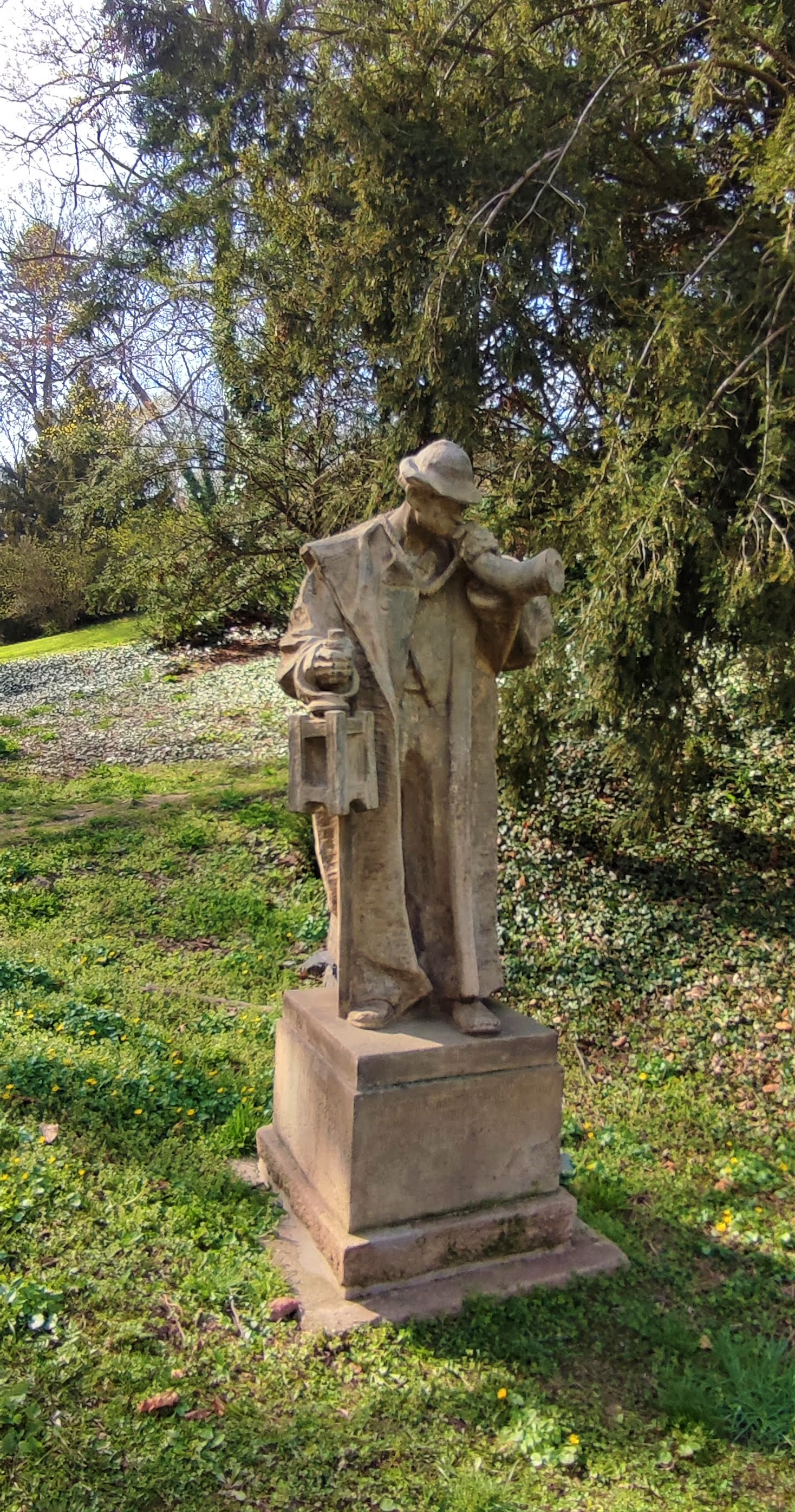
Ponocný, Jelení příkop, Praha
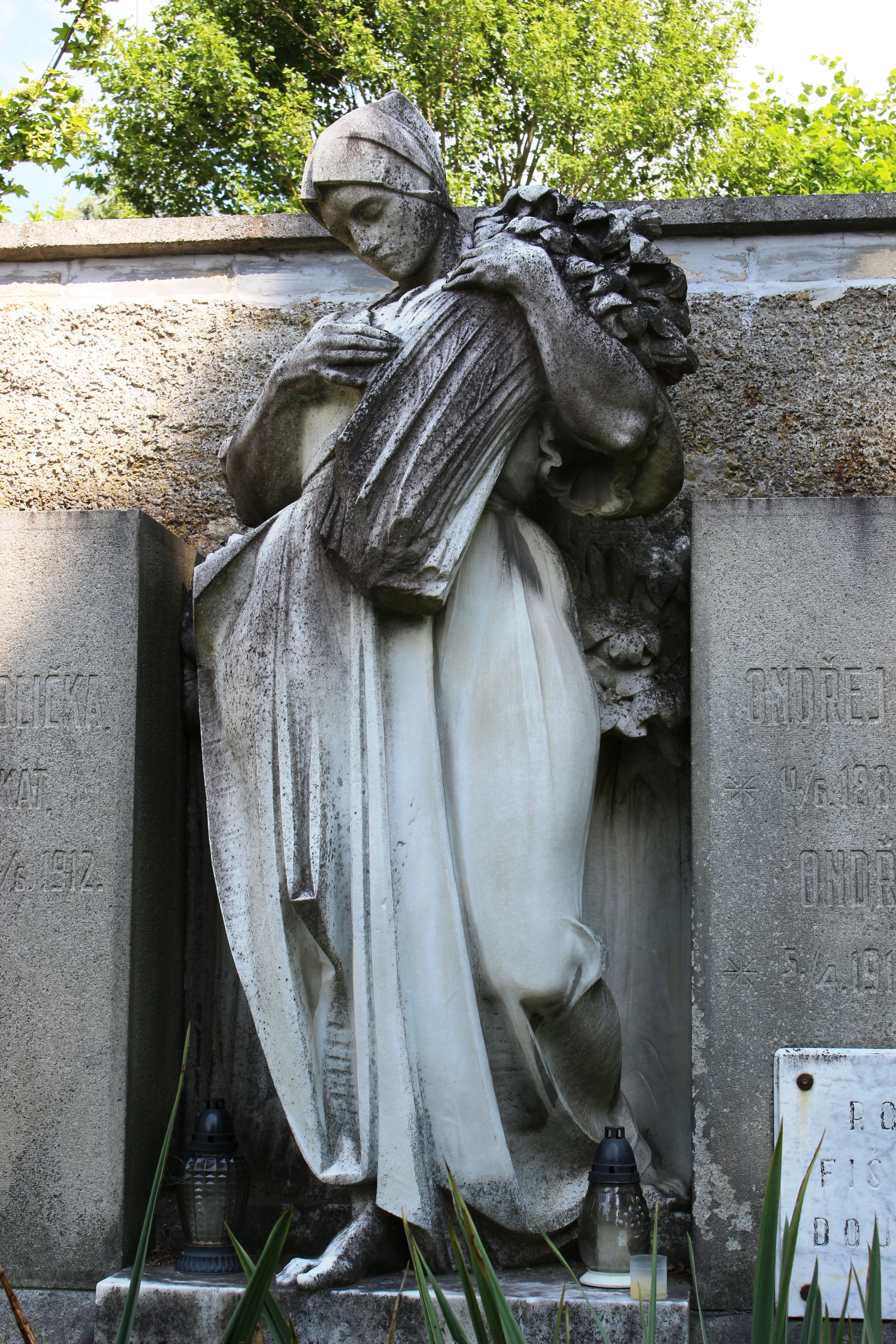
František Uprka  Dívka s kyticí, hřbitov Zbiroh